# Lista över hästraser efter ursprungsland
Detta är en lista över hästraser efter ursprungsland.

## Afrika

### Etiopien
varmblodshästar:
- Kondudohäst

ponnyer:
- Abyssinier (Gala)

### Kamerun
ponnyer:
- Pony Mousseye

### Marocko
varmblod:
- Berberhäst

### Namibia
varmblod:
- Namibisk vildhäst

### Niger
varmblod:
- Djerma

### Nigeria
ponnyer:
- Nigeriansk häst

### Senegal
varmblod:
- Fleuvehäst

ponnyer:
- Foutahäst

### Sudan
varmblod:
- Sudanesisk häst
- Tawleed

### Sydafrika
varmblod:
- Boerhäst (även Kaphäst)
- Vlaamperd

ponnyer:
- Basutoponny (även från Lesotho)
- Boerponny
- Nooitgedachter

### Östafrika
varmblod:
- Dongolo

## Asien

### Azerbajdzjan
varmblod:
- Deliboz
- Karabaghhäst (även Karabakh)
- Qubahäst

### Indien
varmblod:
- Indiskt halvblod
- Kathiawari
- Marwarihäst

ponnyer:
- Bhutiaponny
- Indisk ponny
- Manipurihäst
- Spitiponny
- Zaniskariponny

### Indonesien
ponnyer:
- Balinesisk ponny
- Batakponny
- Deliponny
- Gayoeponny
- Javaponny
- Padangponny
- Sandalwoodponny
- Sumba och sumbawaponny
- Timorponny

### Iran
varmblod:
- Darashouri
- Kurdisk häst
- Persisk arab

### Japan
kallblod:
- Baneihäst

ponnyer:
- Hokkaidoponny
- Kagoshimaponny
- Misakiponny
- Miyakoponny
- Nomaponny
- Taishuponny
- Yonaguniponny

### Kazakstan
varmblod:
- Kushumhäst

### Kaukasus
varmblod:
- Kabardin
- Tersk

### Kina
varmblod:
- Heihehäst
- Sanhehäst

ponnyer:
- Balikunponny
- Guizhouponny
- Hequponny
- Kinesisk guoxia
- Lijiangponny
- Yiliponny

### Korea(Nord- och Sydkorea)
ponnyer:
- Chejuponny

### Kurdistan
varmblod:
- Kurdisk häst

### Mellanöstern
varmblod:
- Arabiskt fullblod

ponnyer:
- Kaspisk häst

### Mongoliet
ponnyer:
- Przewalskis häst (Przevalskijs häst)
- Mongolisk ponny

### Myanmar
ponnyer:
- Burmesisk ponny (även Shanponny)

### Pakistan
varmblod:
- Baluchi-häst
- Unmolhäst

### Syrien
varmblods:
- Syrisk häst

### Tadzjikistan
varmblod:
- Lokai

### Tibet
ponnyer:
- Nangchenponny
- Riwocheponny
- Tibetansk ponny

### Turkiet
varmblod:
- Çukurovahäst
- Uzunyayla

ponnyer:
- Anadoluponny

### Turkmenistan
varmblod:
- Achaltekeer (även Akhal-teké)
- Jomudhäst
- Tcheneran

### Uzbekistan
varmblod:
- Karabair

### Vietnam
ponny:
- Hmonghäst

## Europa

### Albanien
ponnyer:
- Albansk ponny

### Belgien
varmblod:
- Belgisk sporthäst
- Belgiskt varmblod

kallblod:
- Brabanthäst (Belgiskt kallblod och Belgisk draghäst)

### Bosnien och Hercegovina
ponnyer:
- Bosnisk ponny

### Bulgarien
varmblod:
- Danubier
- Donauhäst
- Plevenhäst
- Östbulgarisk häst

ponnyer:
- Karakachanponny

### Danmark
varmblod:
- Danskt varmblod
- Frederiksborgare
- Knabstrup

kallblod:
- Jutsk häst

### Estland
varmblod:
- Torihäst

kallblod:
- Estnisk häst
- Estniskt kallblod

### Finland
varmblod:
- Finskt varmblod

kallblod:
- Finskt kallblod (även Finsk häst eller Finnhäst)

### Frankrike
varmblod:
- Angloarab
- Castillonhäst
- Fransk travare
- Hensonhäst
- Selle francais

kallblod:
- Ardenner
- Auxois
- Boulognesare
- Bretagnare (Breton)
- Comtoishäst
- Normandisk cob
- Percheron
- Poitevin (Mullasier)
- Trait du Nord

ponnyer:
- Ariégeoisponny (även Mérensponny)
- Camarguehäst
- Fransk ridponny (även French Saddle Pony eller Poney Francais de Selle)
- Landaisponny
- Pottok (Baskisk ponny)

### Färöarna
ponnyer:
- Färöponny

### Grekland
varmblod:
- Andravida

ponnyer:
- Arravani
- Messaraponny
- Peneiaponny
- Pindos (häst)
- Skyrosponny

### Irland
varmblod:
- Irish draught
- Irländsk sporthäst

kallblod:
- Tinker (även Irish Cob)

ponnyer:
- Connemaraponny
- Kerry Bogponny

### Island
kallblod:
- Islandshäst

### Italien
varmblod:
- Calabrese
- Catriahäst
- Maremma (Maremmana)
- Murgese
- Purosangue Orientale
- Salernohäst (Salernitano)
- San fratello
- Sardinsk häst
- Sella italiano
- Ventassohäst

kallblod:
- Italienskt kallblod

ponnyer:
- Avelignese
- Bardigiano
- Giarab
- Giaraponny
- Haflinger
- Sardinsk ponny

### Kroatien
varmblod:
- Kroatiskt varmblod (Hrvatski Posavac)

kallblod:
- Jugoslaviskt kallblod (även Kroatiskt kallblod eller Hrvatski Hladnokrvnjak)

### Lettland
varmblod:
- Lettiskt varmblod (även Lettisk ridhäst, Lettisk vagnshäst eller Lettisk draghäst)

### Litauen
kallblod:
- Litauiskt kallblod

ponnyer:
- Zemaituka (även Zhumd eller Zhemaichu)

### Nederländerna
varmblod:
- Frieserhäst
- Friesisk sporthäst
- Gelderländare
- Groningen (häst)
- Holländsk körhäst
- Holländskt varmblod

kallblod:
- Holländskt kallblod

ponnyer:
- Holländsk ridponny

### Norge
kallblod:
- Dölehäst (även Gudbrandsdalare)
- Fjordhäst ("Fjording")

ponnyer:
- Nordlandshäst

### Polen
varmblod:
- Malapolski
- Silesisk häst
- Wielkopolski

kallblod:
- Sokolsky

ponnyer:
- Konik

### Portugal
varmblod:
- Alter-real
- Lusitano

ponnyer:
- Garrano
- Sorraia

### Rumänien
ponnyer:
- Danube deltaponny
- Hucul

### Ryssland
varmblod:
- Anglokabarda
- Anglo-karachai
- Budjonni
- Donhäst
- Kustanair
- Nova khirgiz (Novokirgiz)
- Orlovtravare
- Rysk ridhäst (även Orlov-Rostopchin)
- Rysk travare

kallblod:
- Ryskt kallblod
- Sovjetiskt kallblod
- Vladimirhäst

ponnyer:
- Altaiponny
- Basjkir
- Buryatponny, även Zabaikal eller Transbaikal
- Obponny
- Viatka
- Yakutponny

### Schweiz
varmblod:
- Einsiedler
- Freiberger

kallblod:
- Freibergerhäst (även Franches-Montagnes)

### Slovakien
varmblod:
- Tjeckoslovakiskt varmblod

ponnyer:
- Tjeckoslovakisk ridponny

### Slovenien
varmblod:
- Lipizzaner

### Spanien
varmblod:
- Andalusier
- Hispano-arab (även Spansk angloarab eller Tres sangres)
- Iberiskt varmblod
- Kartusianer häst
- Menorquiner

ponnyer:
- Asturconponny
- Balearisk ponny
- Galicisk ponny
- Losinoponny

### Storbritannien
varmblod:
- Brittisk sporthäst
- Cob (även från Irland)
- Cleveland Bay
- Engelskt fullblod
- Hack Horse (Hacker)
- Hackneyhäst
- Hunterhäst (även från Irland)
- Shaleshäst

kallblod:
- Clydesdale
- Shirehäst
- Suffolk Punch

ponnyer:
- British spotted pony
- Brittisk ridponny
- Dales
- Dartmoorponny
- Eriskayponny
- Exmoorponny
- Fell
- Hackneyponny
- Highlandponny
- Lundyponny
- New Forest ponny
- Shetlandsponny
- Welsh av halvblodstyp (även Welsh Part-bred)
- Welsh mountain (Welsh kategori A)
- Welshponny (Welsh kategori B)
- Welshponny av Cobtyp (Welsh kategori C)
- Welsh cob (Welsh kategori D)

### Sverige
varmblod:
- Svenskt varmblod

kallblod:
- Nordsvensk brukshäst

ponnyer:
- Gotlandsruss
- Svensk ridponny

### Tjeckien
varmblod:
- Kinskyhäst
- Kladrubhäst
- Tjeckoslovakiskt varmblod

ponnyer:
- Tjeckoslovakisk ridponny

### Tyskland
varmblod:
- Bayerskt varmblod
- Brandenburgare
- Hannoveranare
- Hessenhäst
- Holsteinare
- Leutstettenhäst, även från Ungern
- Mecklenburgare
- Oldenburgare
- Rhenländare
- Sachsiskt-Thürinskt varmblod
- Trakehnare
- Westfalisk häst
- Württembergare
- Zweibrücker

kallblod:
- Rhenländskt kallblod
- Schleswiger
- Schwarzwaldhäst

ponnyer:
- Aegidienberger
- Arenbergponny
- Dülmenponny
- Lehmkuhlenerponny
- Lewitzer
- Liebenthalerponny
- Tysk ridponny
- Tysk shetlandsponny

### Ukraina
varmblod:
- Ukrainsk ridhäst

### Ungern
varmblod:
- Furioso (även Furioso-North Star)
- Gidran-arab
- Kisber felver
- Leutstettenhäst, även från Tyskland
- Nonius
- Shagya-arab
- Ungerskt varmblod

kallblod:
- Murakozer
- Ungerskt kallblod

### Vitryssland
kallblod:
- Vitryskt kallblod

### Österrike
varmblod:
- Österrikiskt varmblod

kallblod:
- Norikerhäst (även Pinzgauer, Oberlander eller Sydtyskt kallblod)

### Östra Europa
ponnyer:
- Hucul
- Panjeponny

## Nordamerika

### Bahamas
varmblod:
- Abacoberber

### Costa Rica
varmblod:
- Costaricense Paso, även Costa Rican Saddle Horse

### Mexiko
varmblod:
- Azteca (Azteker)
- Spansk mustang (även från Karibien)

ponnyer:
- Galiceñoponny

### Kanada
varmblod:
- Canadian cutting horse
- Canadian Pacer
- Kanadensisk häst
- Kanadensiskt varmblod

ponnyer:
- Lac La Croix Indian Pony
- Newfoundlandponny
- Sable Islandponny

### Kuba
varmblod:
- Kubansk pasohäst
- Kubansk pinto
- Kubansk travare

### Puerto Rico
varmblod:
- Paso Fino

### USA
varmblod:
- Abstang
- American cream (även American Albino eller American White)
- American Indian Horse
- American Paint Horse (Pinto)
- American saddlebred
- American spotted paso
- Amerikansk curlyhäst
- Amerikansk travare (Standardbred)
- Amerikanskt varmblod
- Appaloosa
- Arappaloosa
- Banker horse
- Blazerhäst
- Camarillo White Horse
- Carolina Marsh Tacky
- Chickasawhäst
- Colorado ranger horse
- Cumberland Island-häst
- Florida cracker horse
- Georgian Grande
- Golden American Saddlebred
- International striped horse
- Kentucky Mountain Saddle Horse
- Kigermustang
- Missouri fox trotter
- Morab
- Morganhäst
- Morocco spotted horse
- Moylehäst
- Mustang (häst)
- National Show Horse
- Nez Perce Horse
- Nokotahäst (även Lakotahäst)
- Paint
- Palomino (häst)
- Pintabian
- Quarab
- Quarterhäst
- Rackhäst (Single Foot Horse)
- Rocky Mountain Horse
- Spansk-normandisk häst
- Spotted saddle horse
- Tennessee walking horse
- Tigerhäst
- Walkaloosa
- Wyomisk vildhäst

kallblod:
- American cream draft horse

ponnyer:
- Amerikansk ponny (även Pony of America)
- Amerikansk shetlandsponny
- American walking ponny
- Cayuseponny
- Chincoteagueponny (även Asseteagueponny)
- Choctawponny
- Quarter Pony
- Virginia Highlander
- Welara

## Oceanien

### Australien
varmblod:
- Australisk boskapshäst
- Australiskt varmblod
- Brumby
- Warlanderhäst

kallblod:
- Australian Draught

ponnyer:
- Australisk ponny
- Australisk ridponny
- Coffin Bayponny

### Nya Zeeland
varmblod:
- Nyzeeländsk sporthäst

ponnyer:
- Kaimanawaponny

## Sydamerika

### Argentina
varmblod:
- Criollo

ponnyer:
- Falabella
- Petiso Argentino
- Poloponny

### Brasilien
varmblod:
- Brasiliansk sporthäst
- Campeiro
- Campolina
- Mangalarga marchador
- Mangalarga Paulista
- Pantaneirohäst (även Mimoseano, Poconeano eller Pantaneiro Criollo)

### Chile
varmblod:
- Chilensk Corralero

### Peru
varmblod:
- Costeñonhäst
- Peruansk pasohäst

ponnyer:
- Andisk ponny